# Prix international de statistiques
Le Prix international de statistique est décerné tous les deux ans à une personne ou à une équipe pour « des grandes réalisations statistiques pour faire avancer la science, la technologie ou le bien-être humain ». Le Prix international de statistiques, ainsi que la médaille Guy en or et le prix COPSS, sont considérés comme les trois plus hautes distinctions dans le domaine de la statistique.
Le prix est modélisé d'après le prix Nobel, prix Abel, la médaille Fields et le prix Turing et est livré avec une récompense de 75 000 $. La cérémonie de remise des prix a lieu pendant le Congrès Mondial des Statistiques.
La première remise du prix a eu lieu en 2017 lors du 61e congrès mondial de statistique à Marrakech.

## Les lauréats
| Année | Lauréat(s)                  | Citoyenneté(s) | Institution(s)                                                                                     | Citation |
| ----- | --------------------------- | -------------- | -------------------------------------------------------------------------------------------------- | --- |
| 2017  | David Cox                   | Britannique    | Collège impérial de Londres, université d'Oxford                                                   | "Pour le modèle d'analyse de survie appliquée à la médecine, à la Science et à l'Ingénierie".                                                |
| 2019  | Bradley Efron               | Américain      | Caltech, université Stanford                                                                       | Pour le développement du bootstrap (une méthode de ré-échantillonnage)                                                                       |
| 2021  | Nan Laird                   | Américain      | Harvard Harvard T.H. Chan School of Public Health (en)                                             | Pour ses travaux sur des méthodes puissantes qui ont rendu possible l'analyse d'études longitudinales complexes                              |
| 2023  | Calyampudi Radhakrishna Rao | Américain      | Émérite de l'Université d'État de Pennsylvanie                                                     | pour son travail qui plus de 75 ans après continue à avoir une grande influence sur la sciences, notamment le théorème de Rao-Blackwell      |
| 2025  | Grace Wahba                 | Américain      | Université Stanford, Université du Maryland, Université Cornell, Université du Wisconsin à Madison | Pour ses travaux novateurs sur les splines de lissage (en), qui ont transformé l'analyse moderne des données et l'apprentissage automatique. |

## Les règles
Le prix récompense une œuvre unique ou un ensemble de travaux, qui correspond à une puissante et originale idée qui a eu un impact dans d'autres disciplines ou un effet pratique sur le monde. Le bénéficiaire doit être vivant au moment de la remise des prix.

## Organisation
Le prix est décerné par la Fondation du prix international de statistiques, qui comprend des représentants des principales sociétés savantes:
- Société américaine de statistique
- Société biométrique internationale
- Institut de statistique mathématique
- Institut international de statistique
- Royal Statistical Society.

En plus de reconnaître les contributions d'un statisticien, la Fondation vise également à informer le public sur les statistiques, leurs innovations et leur impact sur le monde e vue d'une plus grande reconnaissance pour le champ.
Le lauréat est choisi par un comité de sélection composé d'experts internationaux dans le domaine. En 2016, les membres du comités étaient:
- Xiao-Li Meng (université Harvard)
- Sally Morton (Virginia Tech)
- Stephen Senn (Institut luxembourgeois de la santé)
- Bernard Silverman (université d'Oxford)
- Stephen Stigler (université de Chicago)
- Susan Wilson (université nationale australienne)
- Bin Yu (université de Californie à Berkeley).